# Lysefjord
Der Lysefjord ist ein Fjord in Ryfylke östlich von Stavanger in der Provinz Rogaland im Süden von Norwegen.

## Lage und Daten
| Lysebotn |

| Kjerag |

| Flørli |

| Preikestolen |

| Forsand |

Der Lysefjord zweigt vom Høgsfjord bei den Orten Oanes und Forsand in nordöstlicher Richtung ab.
Die Länge des Lysefjords beträgt etwa 40 Kilometer, er ist an der tiefsten Stelle bis zu 500 Meter tief. Seinen Namen, „heller Fjord“, verdankt er den blankgescheuerten felsigen Wänden. Der Lysefjord ist ein sehr steiler Fjord.
Zwischen den Orten Forsand und Lysebotn verkehrt eine Autofähre. Etwa 2,5 km nördlich vor Forsand überquert die Lysefjordbrücke den Fjord, über sie führt der Fylkesvei 491.

## Sehenswürdigkeiten

### Preikestolen
Beliebtes Ausflugsziel ist Preikestolen („die Kanzel“). Von der 604 Meter hohen Plattform hat man einen atemberaubenden Ausblick auf den Fjord. Informationen zu den Themen Kultur, Geographie und Natur findet man im Lysefjord Center in Oanes am Beginn des Lysefjord in Ryfylke.
In der Nähe liegt die Fantehola, eine Höhle mit einem Wasserfall.

Panorama des Lysefjords mit Preikestolen rechts im Bild

### Flørli

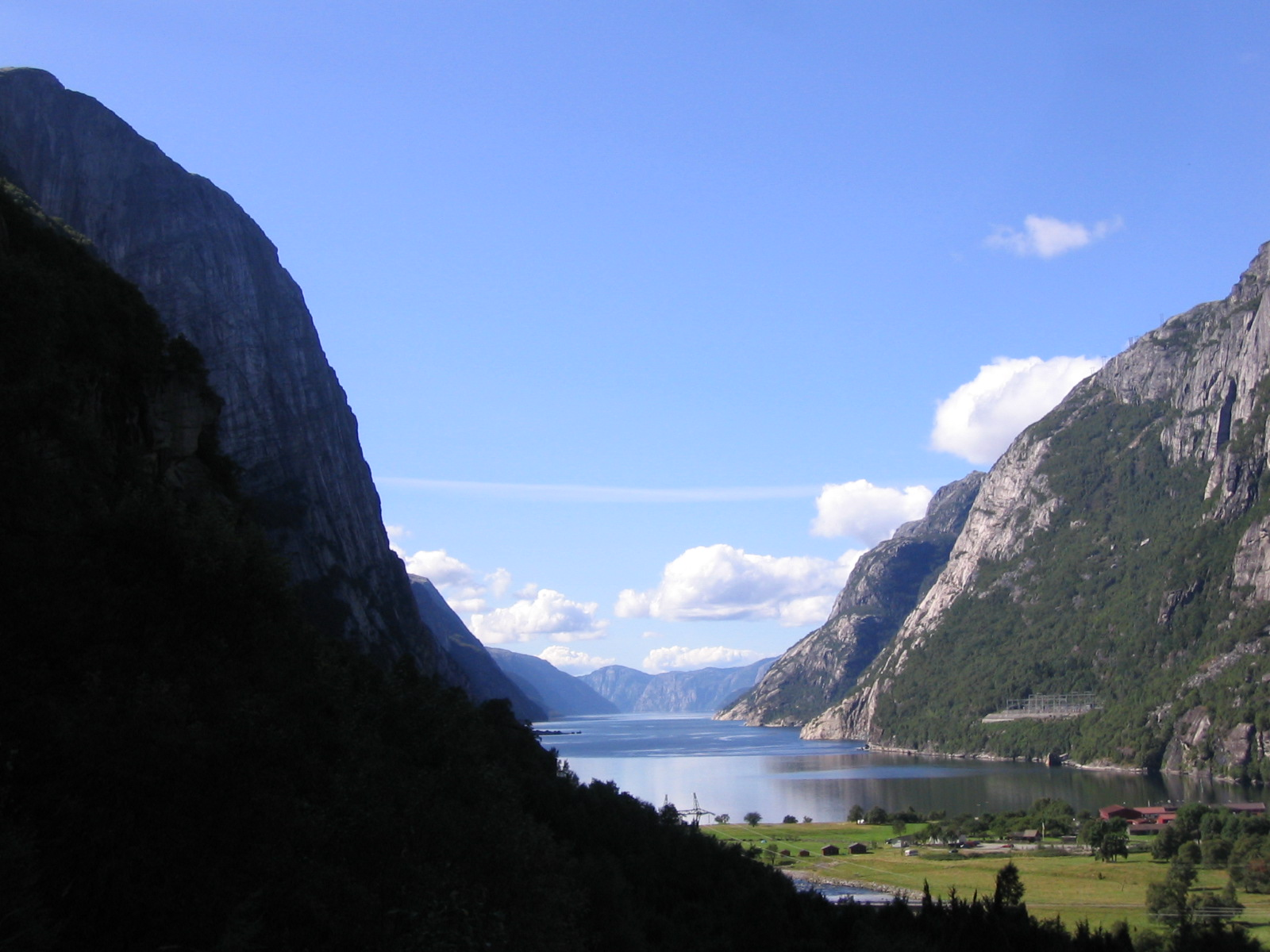
Blick auf den Lysefjord von Lysebotn aus

15 km vor Lysebotn liegt die Siedlung Flørli mit einem Elektrizitätswerk, das von 1917 bis 1921 erbaut wurde. Neben den Rohren für das Wasser ist eine Treppe mit 4.444 Stufen gebaut worden. Die Treppe ist frei zugänglich. 1999 wurde ein neues Kraftwerk fertiggestellt. Das Kraftwerk liegt 900 Meter im Fels und erzeugt etwa 80 Megawatt.
Auch eine Straße vom Wasserwerk zu den Speicherbecken wurde im Inneren des Berges gebaut. Der Tunnel ist etwa 2200 Meter lang und hat eine Steigung von 1:5. Es wurden damals etwa 250.000 Kubikmeter Gestein aus dem Berg entnommen und in den Fjord geschüttet, der im Übrigen hier an der Küste entlang eine Tiefe von 300 Metern aufweist.
In der Nähe des Kraftwerkes leben etwa 500 Seehunde.

### Kjerag
Etwa 5 Kilometer vor Ende des Lysefjords in Ryfylke steht die höchste Felswand, die Kjerag. Die Felswand hat eine Höhe von 1.084 Metern. Hier ist auch der Kjeragkeil zu sehen, ein großer Stein, der zwischen zwei Felswänden eingeklemmt ist. Die Felswand ist ein guter Startpunkt für das Base-Jumping.

### Lysebotn

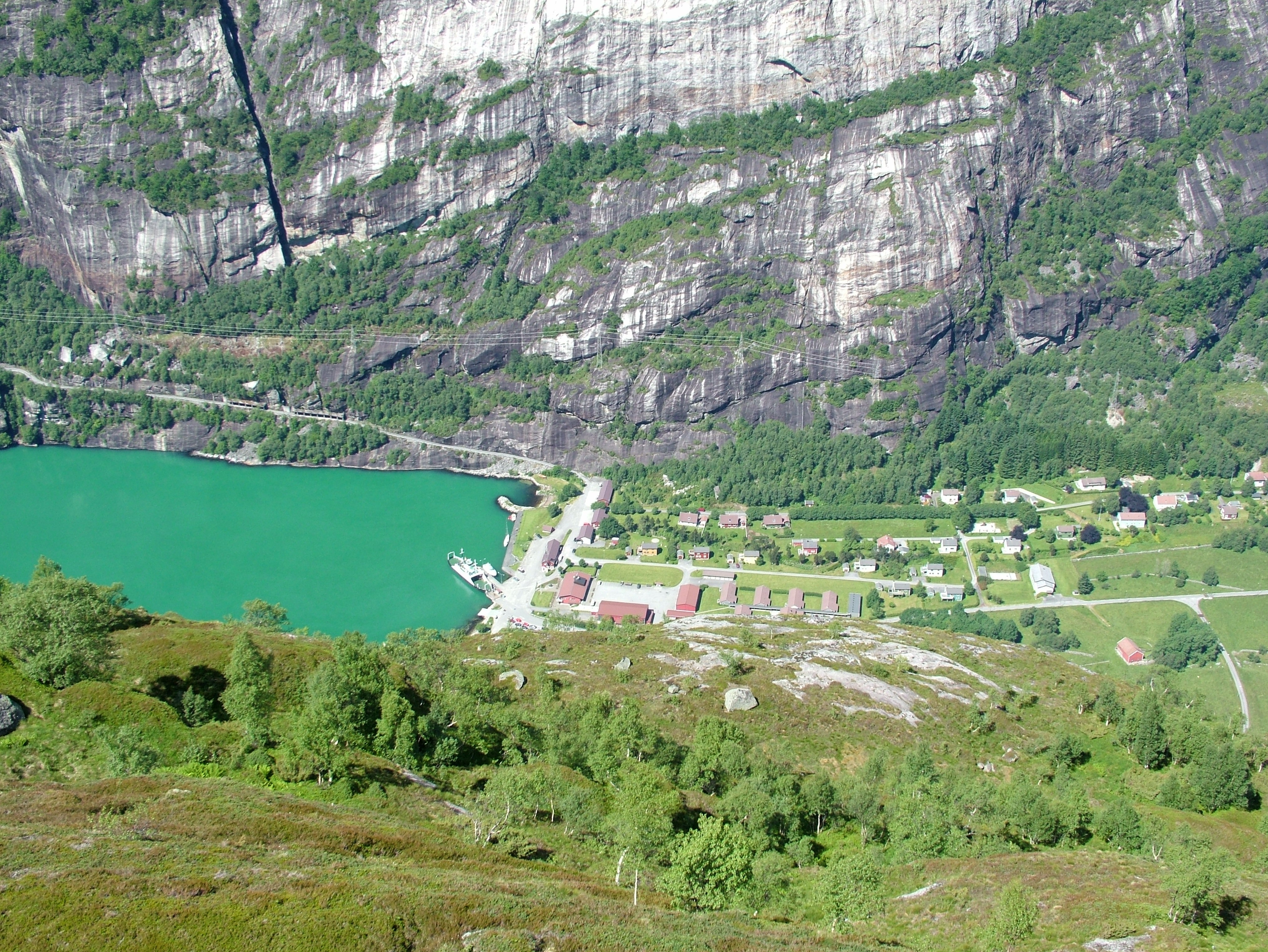
Lysebotn am Lysefjord von der Aussicht Øygardsstølen

Am Ende des Lysefjords liegt die Siedlung Lysebotn. Die meisten Häuser sind Ferienhäuser. Es gibt ein Geschäft, ein Café und einen Campingplatz. Die Straße nach Lysebotn wurde 1984 gebaut und ist nur im Sommer befahrbar. Sie ist kurz vor Lysebotn eine der spektakulärsten Serpentinenstrecken in Norwegen und führt in 27 Haarnadelkurven von Meereshöhe bis auf ca. 600 Meter hinauf. Am Ende der Straße liegt die ehemalige Alm Øygardsstølen (auch Ørneredet – Adlernest – genannt) auf der sich heute ein Cafe mit einer schönen Aussicht auf den Lysefjord und die Straße nach Lysebotn befindet.

### Landa
Die frühzeitliche Siedlung Landa (1000 v. Chr.) kann in Forsand besucht werden. Hier kann ein nachgebautes Haus aus der Bronze- und aus der Völkerwanderungszeit besichtigt werden.

### Eiane
Das niedrige Gebäude ist eine Lachsbrutanstalt. In früheren Zeiten wurden von Eiane aus Granitblöcke exportiert. Sie wurden unter anderem beim Bau des Amsterdamer Hafens und des Hafens von Stavanger verwendet.

### Skreddaren
Hier findet sich eine alte rote Hütte, die ursprünglich eine Kommandobrücke war. Sie dient derzeit einem Schneider, der die Kleidung für die Grubenarbeiter näht, als Wohnung. Der untere Teil der Hütte ist aus Mahagoni. Leider ist es nicht mehr möglich, die ursprüngliche Form des Hauses zu erkennen, da man einige Erweiterungen an der Hütte vorgenommen hat. Zudem wurde auch neues Material verwendet. Die ursprüngliche Kommandobrücke des Schiffes ist jedoch noch intakt.